# Eremoleon ornatipennis
Eremoleon ornatipennis är en insektsart som först beskrevs av Alayo 1968.  Eremoleon ornatipennis ingår i släktet Eremoleon och familjen myrlejonsländor. Inga underarter finns listade i Catalogue of Life.